# Shingo Okudaira
Shingo Okudaira (奥平真吾, Okudaira Shingo) (Tokio, 1966) is een Japanse jazzdrummer.

## Biografie
Shingo Okudaira begon al op zijn derde te trommelen, zijn eerste muzieklessen kreeg hij van zijn ouders. Met zijn familie kwam hij in 1971 naar New York, in de jaren erna leefde hij in Nairobi. Terug in Japan trad hij op zijn negende voor het eerst op als drummer, toen hij elf was kwam hij met zijn debuutalbum Maiden Voyage. Hij speelde bij Tsuyoshi Yamamoto (Well You Needn’t, 1978), Shungo Sawada (Shungo, 1983) en Tatsuya Sato. Tijdens zijn middelbareschooltijd werkte hij ook met Toshihiko Honda.
Hij studeerde aan Hosei University, in die tijd speelde hij met Mikio Masuda en Fumio Karashima. In 1991 ging hij naar New York, waar hij o.a. werkte met Carlos Garnett. In 1995 verscheen zijn album Kilifi (met Tim Armacost, Mark Gross, Gerald Cannon), gevolgd door zijn soloalbum Makonde (1996) en zijn plaat Alisema (1998). In New York speelde hij verder met het Continental Jazz Trio (met Tim Armacost en Joris Teepe), met Kenny Garrett, Steve Elmer, Yosuke Inoue, Fumio Karashima en Duke Jordan (Plays Standards & More, 1994). In de jazz deed hij tussen 1978 en 2014 mee aan 29 opnamesessies.